# Casimir I van Auschwitz
Casimir I van Auschwitz (circa 1396 - 7 april 1434) was van 1406 tot 1434 hertog van Auschwitz, vanaf 1416 hertog van Tost en van 1416 tot 1427 hertog van Strehlen. Hij behoorde tot het huis Piasten.

## Levensloop
Casimir I was de enige zoon van hertog Przemysław van Auschwitz en diens onbekend gebleven echtgenote. 
In 1406 werd zijn vader vermoord en werd Casimir op amper tienjarige leeftijd hertog van Auschwitz. Wegens zijn minderjarigheid werd hij aanvankelijk onder het regentschap geplaatst van zijn grootvader, hertog Przemysław I Noszak van Teschen. Na diens dood in 1410 werd het regentschap overgenomen door zijn oom, hertog Bolesław I van Teschen. Hetzelfde jaar nog begon Casimir I zelfstandig te regeren als hertog van Auschwitz. Omdat Casimir ook bezittingen in het hertogdom Teschen opeiste, kreeg hij in 1416 van zijn oom het hertogdom Tost, de helft van het district Gleiwitz en het district Strehlen. In 1427 verkocht hij Strehlen aan hertog Lodewijk II van Liegnitz.
Net als zijn grootvader had Casimir goede banden met het Boheems koninklijk hof in Praag en maakte hij deel uit van het gevolg van keizer Sigismund. Tussen 1428 en 1433 werden zijn bezittingen deels verwoest door de Hussieten, waaronder Tost en Peiskretscham. Vanuit Gleiwitz organiseerden de Hussieten invallen in andere Opper-Silezische gebieden. Met de hulp van hertog Nicolaas V van Jägerndorf kon Casimir in 1433 Gleiwitz heroveren en de Hussieten naar Beuthen verdrijven.
In 1434 stierf Casimir op amper 38-jarige leeftijd. Hij werd bijgezet in de Dominicanenkerk van Teschen.

## Huwelijk en nakomelingen
Casimir I huwde op 28 mei 1417 met Anna (1397-1426/1433), dochter van hertog Hendrik VIII van Glogau. Ze kregen drie zonen:
- Wenceslaus I (1418-1468), hertog van Zator
- Przemysław (1425-1484), hertog van Tost
- Jan IV (1426/1430-1497), hertog van Auschwitz

In 1433 huwde hij met zijn tweede echtgenote Margaretha (1410-1459), dochter van hertog Jan II van Troppau-Ratibor. Dit huwelijk bleef kinderloos.